# Parafia Matki Bożej Częstochowskiej w Radkowicach
Parafia Matki Bożej Częstochowskiej w Radkowicach – parafia rzymskokatolicka, znajdująca się w diecezji kieleckiej, w dekanacie bodzentyńskim.